# Curt Engelhorn

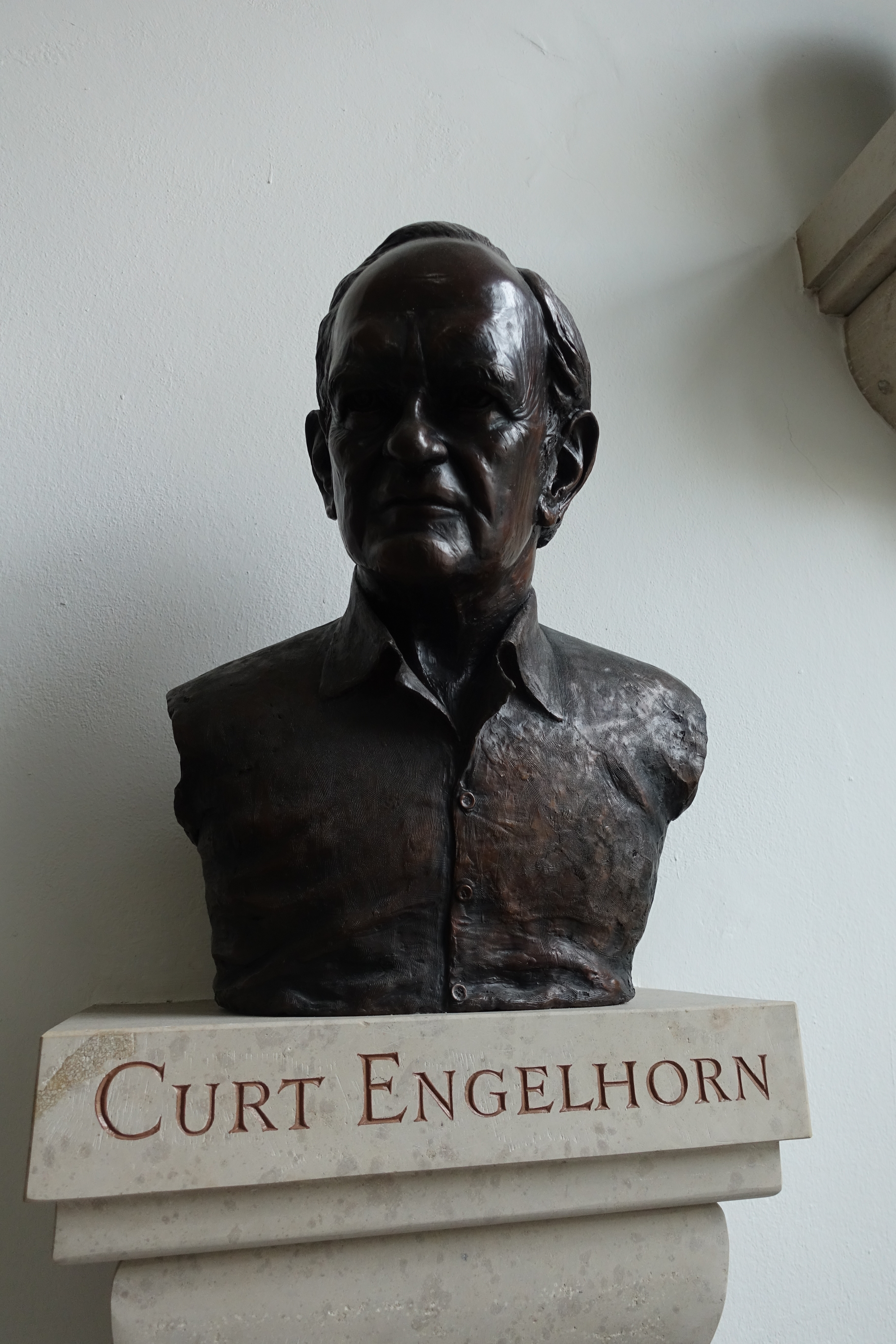
Büste von Curt Engelhorn im Foyer des Deutschen Museum in München

Curt Rudolf Glover Engelhorn (* 25. Mai 1926 in München; † 13. Oktober 2016) war ein deutscher Industrieller aus der Familie Engelhorn. Er war bis 1997 Mitgesellschafter des Pharma-Unternehmens Boehringer Mannheim.

## Leben und Familie
Curt Rudolf Glover Engelhorn war der Urenkel von Friedrich Engelhorn (1821–1902), dem Gründer der BASF, und Enkel von Friedrich Engelhorn Jr. (1855–1911), dem Mitbegründer von C.F. Boehringer & Söhne.
Er war Sohn der US-Amerikanerin Anita Schlemmer (1891–1971), einer Malerin, und Kurt Maria Engelhorns (1889–1958), des Leiters der Perutz-Photowerke in München. Seine Kindheit war schwierig, geprägt von der Kälte und Borniertheit seiner Umgebung. Engelhorn arbeitete sie später mit einer Psychoanalyse bei Alexander Mitscherlich auf. Als er sechs Jahre alt war, trennten sich seine Eltern und er kam ins Internat. Nach Schulzeit und Studienbeginn im Fach Chemie an der Universität München lebte er nach dem Zweiten Weltkrieg von 1947 bis 1952 in den USA, verdingte sich als Kellner und Bauschlosser und war Ärztebesucher (Außendienstmitarbeiter) von Squibb. 1951 schloss er ein Studium an der University of Texas in Austin im Fach Chemieingenieurwesen mit dem Bachelor of Science ab und arbeitete ab 1952 bei den Perutz-Photowerken in München. 1954 trat er als Assistent der Geschäftsführung in die Firma seines Onkels in die damalige C.F. Boehringer & Söhne GmbH ein und erreichte 1960 die Position des geschäftsführenden Gesellschafters. Unter seiner Führung stieg das bis dahin eher mittelständisch geprägte Unternehmen mit einem Umsatz von 50 Millionen Mark zum Weltkonzern mit einem Umsatz von sieben Milliarden Mark auf. Er baute die biochemischen und pharmazeutischen Aktivitäten der Firma aus, erkannte die Bedeutung von Corporate Design und führte als eines der ersten Unternehmen die Gleitzeit ein. Zudem wagte man mit dem Kauf von Biodynamics in den USA als erste europäische Firma eine feindliche Übernahme.
Von 1964 bis 1970 war er Präsident des Bundesverbandes der Pharmazeutischen Industrie. Anfang der 70er Jahre, im Kalten Krieg, verlegte er aus Angst vor einem Eindringen der Russen den Firmensitz von Mannheim nach Luxemburg und Toronto, später ins schweizerische Zug. 1985 verlegte er seinen Wohnsitz nach Hamilton auf die Bermudas. Dort gründete er eine Holdinggesellschaft, die Corange Ltd., deren Chief Executive Officer (CEO) er wurde. In diese Holding brachten er und die anderen drei Gesellschafter – Christof Engelhorn, Peter Engelhorn  (nach dessen Tod Traudl Engelhorn-Vecchiatto) und Christa Gelpke – ihre Anteile an Boehringer Mannheim ein. Curt Engelhorn leitete Boehringer Mannheim fortan von den Bermudas aus. 1990 zog er sich aus dem operativen Geschäft zurück und wurde Chairman des Board of Directors der Corange Ltd. an der Engelhorn 42 Prozent hielt. Der Name der Gesellschaft ist ein Kunstwort, zusammengesetzt aus französisch cor für Horn und ange für Engel. 1994 kam es jedoch zum Showdown, nach einer Reihe einstweiliger Verfügungen wurde Engelhorn kurzzeitig abgesetzt und Ex-Bundesbankpräsident Karl Otto Pöhl als Nachfolger bestellt. Bald darauf wurde Engelhorn aber wieder Firmenchef.
Nach weiteren Reibereien zwischen ihm, dem Rest der Familie und dem externen Management verkauften die Gesellschafter am 27. Mai 1997 ihre Anteile an der Corange Ltd. an Hoffmann-La Roche für rund 19 Milliarden DM, die bis dahin größte Firmenübernahme Europas. Auf Curt Engelhorn entfielen dabei entsprechend seiner 40%igen Beteiligung rund 8 Milliarden DM. Durch die Zwischenschaltung der Corange Ltd. gelang es Curt Engelhorn und den anderen Gesellschaftern, den Verkaufserlös zu vereinnahmen, ohne dass Steuern für den deutschen Fiskus anfielen. Hamburgs Erster Bürgermeister Henning Voscherau bezeichnete 1997 im Bundesrat den steuerfreien Großdeal um Boehringer als »unsittlich«, musste später aber feststellen, dass alles mit rechten Dingen abgelaufen war. Curt Engelhorn nannte es: „Wir haben die Steuerfalle erfolgreich umgangen“ und „Herr Waigel wird sich ärgern.“
Zusammen mit seiner vierten und letzten Frau Heidemarie war Engelhorn Gründer der Curt-Engelhorn-Stiftung für die Reiss-Engelhorn-Museen, die mit etwa 20 Mio. Euro das bisherige Reiss-Museum in Mannheim, fortan die Reiss-Engelhorn-Museen, finanziell unterstützt. Engelhorn hat in seinem Leben – laut Marlene Engelhorn – rund 50 Millionen Euro gespendet, das entspricht circa 0,5 % des 1997 gemachten Deals.
Nachdem er zusammen mit seiner dritten Ehefrau in der ehemaligen Villa von Caterina Valente in Oberflockenbach bei Weinheim (das Haus stiftete er später der Universität Heidelberg als Seminarhaus) im Odenwald wohnte, lebte er die letzten Jahre zusammen mit seiner vierten Ehefrau im Chalet „Souleiadou“ in Gstaad im Berner Oberland in der Schweiz, das in den fünfziger Jahren von Aga Khan gebaut wurde, und schrieb seine Autobiographie „Hefe im Teig“, die nie veröffentlicht wurde. Curt Engelhorn war auch Eigentümer der Villa La Fiorentina in Saint-Jean-Cap-Ferrat, einer der teuersten Villen an der Côte d’Azur.
Curt Engelhorn war Multi-Milliardär. Gemäß der Forbes-Liste 2016 betrug sein Vermögen ca. 6,2 Milliarden US-Dollar. Damit belegte Curt Engelhorn Platz 188 auf der Forbes-Liste der reichsten Menschen der Welt.

## Steuerstrafverfahren
Die deutsche Steuerfahndung wurde 2012 durch den Ankauf einer CD mit Bankdaten aus der Schweiz durch das Land Nordrhein-Westfalen auf die Engelhorns aufmerksam und durchsuchte am 8. Oktober 2013 die deutschen Geschäfts- und Privathäuser Curt Engelhorns und seiner Töchter Elisabeth Engelhorn und Carolin Engelhorn Badaracco wegen des Verdachts der Hinterziehung von Schenkungsteuern in Höhe von bis zu 440 Millionen Euro. Der von den Anwälten der Familie – unter anderem dem mitbeschuldigten Reinhard Pöllath – vor dem Amtsgericht Augsburg akzeptierte Steuerschaden beläuft sich auf rund 135 Millionen Euro, ist aber zum größten Teil strafrechtlich bereits verjährt. Schließlich einigten sich die bayerischen Finanzbehörden mit den beiden Töchtern auf eine Steuernachzahlung von etwa 145 Millionen Euro.  Nach der Untersuchungshaft 2013 kamen Pöllath und die beide Engelhorn-Töchter nach neun Tagen ohne Auflage frei, was die Töchter nutzten, um in die Schweiz überzusiedeln. Bald darauf gaben diese die deutsche Staatsbürgerschaft auf. Im Rahmen der Veröffentlichung der Paradise Papers wurde 2017 bekannt, dass den Ermittlern von den fast 50 Briefkastenfirmen, Stiftungen und Trusts nicht einmal zehn bekannt waren.

## Privates
Curt Engelhorn hatte eine ältere Schwester, war viermal verheiratet und hatte fünf Kinder, einen Sohn und vier Töchter.

## Ehrungen
- Für seine großen Verdienste als Stifter wurde Engelhorn 1964 von der Ruprechts-Karls-Universität Heidelberg in den Kreis der Ehrensenatoren aufgenommen.[26] Unter anderem stiftete er 1999 die Curt-Engelhorn-Professur für amerikanische Geschichte am Historischen Seminar[27] und dem Heidelberg Center for American Studies (HCA) 2006 ein eigenes Domizil, das Curt und Heidemarie Engelhorn Palais in der Heidelberger Altstadt.[28][29]
- Das Deutsche Museum in München bedankte sich 2000 beim Stifter schon zu Lebzeiten mit einer Engelhornbüste im Foyer.[30]

## Sonstiges
Im Jahr 2012 wurde entdeckt, dass auf Engelhorns spanischem Anwesen in Palamós in Katalonien an der Costa Brava ein Kreuzgang aus dem 12. Jahrhundert als Pooldekoration verwendet wurde. Das blieb mehr als ein halbes Jahrhundert vor der Öffentlichkeit und den spanischen Denkmalschutzbehörden verborgen.